# キングダム ハーツ ミッシングリンク
『キングダム ハーツ ミッシングリンク』（KINGDOM HEARTS Missing-Link、略称：KHML）は、スクウェア・エニックスが開発しiOS/Android向けに配信を予定していたアクションRPG、位置情報ゲーム。2025年5月14日に開発中止が発表された。

## 概要
スマートフォン向けのシリーズ作品としては『キングダム ハーツ ユニオン クロス』（以下『Uχ』と表記）と『キングダム ハーツ ダーク ロード』（以下『DR』と表記）に次ぐものとなる。『Uχ』と『DR』は世界やキャラクターが2Dのデフォルメ表現で描画されていたが、本作は従来のシリーズ作品と同様の3D表現が用いられている。物語は、『Uχ』と『DR』の間の時代が描かれるとされている。
開発中止の理由についてスクウェア・エニックスは「長期にわたってご満足いただけるサービスの提供が困難であると判断したため」と説明している。

## 開発中止までの経緯
- 2022年4月10日 - 渋谷ヒカリエで開催されたシリーズ20周年記念イベント「KINGDOM HEARTS 20th ANNIVERSARY EVENT」の中で、シリーズ作品の『キングダム ハーツIV』と本作の情報を初めて発表[4]。
- 2022年12月8日 - 『DR』の公式Twitterアカウント上で本作の告知を開始[5]。
- 2023年1月13日〜18日 - iOS版のクローズドβテストを実施[6]。
- 2023年10月23日 - 本作の公式Xアカウントを開設[7]。
- 2023年10月30日 - ティザートレーラーを公開[8]。動画の最後に「Coming 2024」と表示される。
- 2023年11月29日〜12月8日 - iOS版のクローズドβテストを実施[9]。
- 2024年1月30日 - 2024年1月に実施予定だったAndroid版のクローズドβテストを2024年春に延期することを発表[10]。
- 2024年5月2日〜10日 - iOS/Android版のクローズドβテストを実施[11]。
- 2024年11月19日 - 2024年内に予定していたサービス開始の延期を発表[12]。
- 2025年5月14日 - 開発中止を発表[1]。

## ゲームシステム
（この項目では、2023年11月29日から12月8日の期間に実施されたクローズドβテストの時点におけるシステムについて記述する。）
本作は、過去のシリーズ作品にも登場したワールド「スカラ・アド・カエルム」と現実世界に似た世界「アストラル界」を行き来しながら進行する。最大6人のマルチプレイと縦横両画面表示に対応している。
ゲーム開始時には、主人公となるアバターの顔、髪型、メイクなどを設定する。主人公は、武器であるキーブレード、アビリティを付与するディズニーキャラクター型フィギュアの「ピース」、各種アクセサリーを装備できる。
アストラル界では、位置情報ゲームの要領で現実世界とリンクしたマップを移動し、マップ上にある様々なスポットを訪れて戦闘を行ったり宝箱を手に入れたりすることが主な目的となる。マップの移動方法は以下の「GPS移動」と「パッド移動」の2つがある。
- GPS移動 - プレイヤーがスマートフォンを持ち歩くことで、ゲーム内の主人公が位置情報に基づいて移動する。画面の確認が不要な「ハンズフリーモード」にすると戦闘や回復などが自動で行われる[15]。
- パッド移動 - 位置情報と関係なく主人公を自由に移動させることができる。ただし、このモードで戦闘などを行う際には、GPS移動時に報酬などで手に入るポイントの「AP」の消費が必要となる[14]。また、任意の場所へ瞬時に移動する手段として「テレポ」を使用できるが、移動距離が長いほど多くのAPを消費する[2]。

戦闘は従来のシリーズ作品に近い形式で行われる。オートモードを選択し戦闘を自動で進行させることもできる。また、最大3人でパーティーを組む要素や、最大6人で共闘するレイドボス戦の要素もある。

## ストーリー
キーブレード使いである主人公はスカラ・アド・カエルムの海岸で記憶を失った状態で倒れていたが、同じくキーブレード使いの青年レムスに助けられる。レムスによると、この周辺にはアストラル界とつながる「歪み」があり、ここからハートレス（シリーズ作品に登場する敵対勢力の一つ）が現れるという。そこへ突如ハートレスの怪物のダークサイドが出現するが、2人で協力し撃破する。この後、主人公はレムスが所属する結社に身を寄せ、ハートレスがスカラ・アド・カエルムに侵入することを防ぐ任務に取り組んでいく。
なお、前述のシリーズ20周年記念イベントで行われた質問コーナーの中で、『Uχ』に登場した少年のエフェメラについてファンから質問されたシリーズディレクターの野村哲也は、「過去の物語は「Missing-Link」で謎が解けるかなと思います」と語っている。

## 備考
- 2024年6月3日にバンダイより一般発売された菓子「キングダム ハーツ ウエハース memorial collection」にはイラストが描かれたカードが封入されているが、その中には本作のイラストのカードも含まれている[17]。